# 2042 Sitarski
2042 Sitarski este un asteroid din centura principală, descoperit pe 24 septembrie 1960, de Cornelis van Houten și Ingrid van Houten Tom Gehrels.